# Givry (Yonne)
 Givry  es una población y comuna francesa que se encuentra en la región de Borgoña, departamento de Yonne, en el distrito de Avallon y cantón de Vézelay.

## Demografía
| 226 | 253 | 194 | 204 | 166 | 195 |
| Para los censos de 1962 a 1999 la población legal corresponde a la población sin duplicidades (Fuente: INSEE [Consultar]) |     |     |     |     |     |